# Vitale I d'Antiochia
Vitale (III secolo – Antiochia di Siria, 318) è stato un vescovo greco antico.

## Biografia
Il suo nome è ricordato perché convocò e presiedette i concili di Ancira (Concilium Ancyranum, metropoli della Galazia) nel 314 tra Pasqua e Pentecoste e di Neocesarea nel Ponto (Concilium Neocesarense) tra il 314 e il 319.